# Font de la carretera de Vic
La Font de la carretera de Vic és una obra noucentista de Sant Fruitós de Bages inclosa a l'Inventari del Patrimoni Arquitectònic de Catalunya.

## Descripció
Mobiliari urbà, de procedència barcelonina, sense cap arrelament a l'entorn.
La font consta d'una senzilla estructura feta tota de pedra, d'uns 2,5 m d'alçada aproximadament. La base és quadrada i el mig es va aprimant fins a formar un pilar de forma prismàtica on hi ha el brollador, metàl·lic, que imita una flor. A sobre l'escut de Barcelona, en pedra, coronat per un ratpenat, i un placa de bronze amb la següent inscripció "Donació dels fills d'aquest poble residents a Barcelona, abril 1914". La font queda coronada per un pinacle formant quatre fulles estilitzades imitant una espècie de llanterna.

## Història
El poble s'ha caracteritzat des de sempre com un municipi dèbilment drenat, que aprofitava les aigües de dos rierols (Riu d'Or i torrent Bo). La necessitat de comptar amb un sistema propi d'avituallament d'aigua s'incrementà al tombant de segle. La seva població s'assortia de les aigües del Llobregat, captades a les Brucardes, i eren pujades mitjançant una bomba fins al dipòsit d la muntanya Tolega. Aquest sistema de distribució data del 1913 i funcionà fins al 1933. La font s'aixecà poc després de l'arribada d'aigües al poble.